# Asensio de Maeda

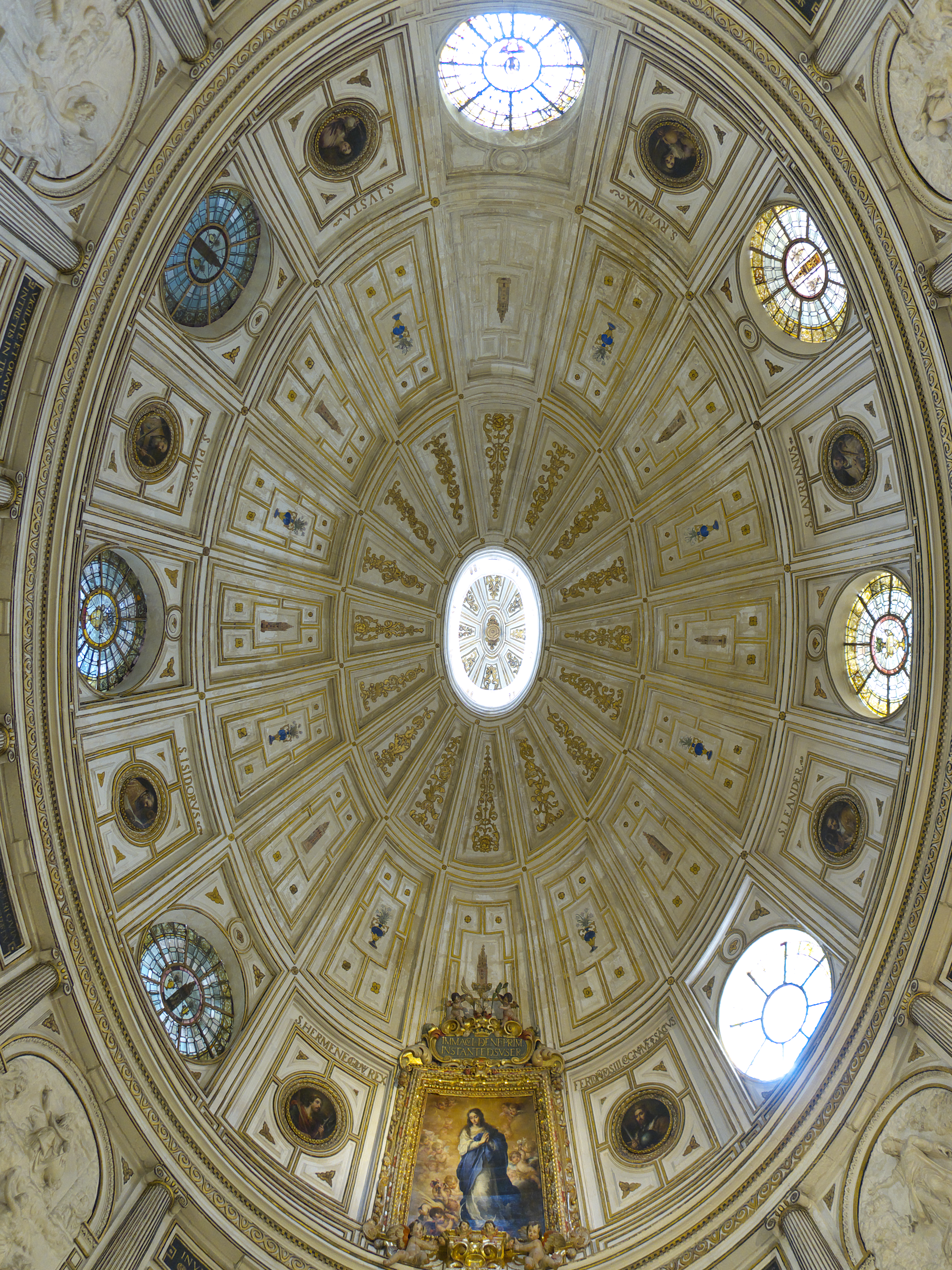
Catedral de Sevilla. Sala Capitular, bóveda

Asensio de Maeda (n. Granada, 1547 - † Sevilla, 1607) sucede a su padre Juan de Maeda como maestro mayor de la Catedral de Sevilla en 1582, siendo nombrado al año siguiente con el mismo cargo para el Hospital de las Cinco Llagas, de esta misma ciudad.

## Biografía
Como arquitecto de la Catedral de Sevilla, Asensio de Maeda termina las obras del cuadrante suroriental del templo, cerrando las bóvedas del Antecabildo, de la Casa de Cuentas y de la Sala Capitular. En ésta siguió las trazas de Hernán Ruiz II, facilitadas por su hijo y homónimo Hernán Ruiz III; supervisando las labores ornamentales de los citados recintos y añadiendo uno de sus detalles más significativos, como es el pavimento.
Como maestro mayor del Hospital de las Cinco Llagas supervisa el cerramiento de las bóvedas de su iglesia y hacia 1601 da las trazas para su Retablo Mayor -realizado por Diego López Bueno en 1602- y para la portada principal de ingreso al edificio hospitalario, construida luego en 1618 por Miguel de Zumárraga, quien a su muerte le sustituye en el oficio de maestro mayor. Se trata ésta de una portada de fuerte carácter manierista: así, en el cuerpo inferior su puerta adintelada se enmarca a través de medias columnas toscanas pareadas encerrando hornacinas; mientras que el balcón superior lo hace mediante pilastras jónicas y pilastras cajeadas con aletones, rematando el conjunto un frontón curvo partido para albergar un escudo.
Para el Ayuntamiento sevillano realizó trabajos de reforma y nuevos proyectos de algunas de las puertas de la ciudad, como la Puerta de Carmona (Sevilla) y la Puerta de la Carne (Sevilla), ambas con un sentido claramente manierista. Además, trazó la Aduana; proyecto las fuentes de la Alameda de Hércules (1574), el jardín público más antiguo de España y de Europa. También intervino en labores de reforma en el interior del Real Alcázar, actualizando algunos espacios del palacio gótico y acondicionando su relación con los jardines exteriores.
Al margen de su actividad en la capital, hay que mencionar que dio las trazas para la Capilla Sacramental y la Sacristía de la Iglesia de San Miguel (Morón de la Frontera), construidas luego por Lorenzo de Oviedo, entre los años 1602 y 1625.